# Berula
- Commons
- Wikispecies

Berula é um género botânico pertencente à família Apiaceae.

## Espécies
O gênero Berula possui 5 espécies reconhecidas atualmente.
- Berula bracteata (Roxb.) Spalik & S.R.Downie
- Berula burchellii (Hook.f.) Spalik & S.R.Downie
- Berula erecta (Huds.) Coville
- Berula imbricata (Schinz) Spalik & S.R.Downie
- Berula repanda (Welw. ex Hiern) Spalik & S.R.Downie